# Bowser (Colombie-Britannique)
Pour les articles homonymes, voir Bowser (homonymie).
Bowser est une ville canadienne de la Colombie-Britannique située sur l'île de Vancouver.